# Guntinas
Guntinas (žemaitsky Gontėns) je říčka na západě Litvy, v Žemaitsku, v Klajpedském kraji, pramení v městysu Ylakiai (okres Skuodas). Teče převážně směrem západním, protéká při jižním okraji městysu Aleksandrija. U vsi Truikinai protéká rybníkem Truikinų tvenkinys. Do řeky Luoba se vlévá 2,5 km na západ od okresního města Skuodas jako její pravý přítok 5,9 km od jejího ústí do Bartuvy.

## Přítoky
Levé:
- Versnupis (vlévá se 15,0 km od ústí, délka 4,3 km, plocha povodí: 7,5 km², Hydrologické pořadí: 20012137), další 4 nevýznamné přítoky

Pravé:
- Cipelis (v.: 11 km, d.:1,4 km, p.p.: 3,3 km², hčp.: 20012138), G-2 (6,4 km, d.:2,1 km, p.p.: 3,4 km², hčp.: 20012139), dalších 7 nevýznamných přítoků

## Obce při řece
Ylakiai, Stripiniai, Gintalaičiai, Gonaičiai, Klauseikiai, Truikinai, Aleksandrija, Guntinas, Didieji Rūšupiai